# Hippocratea majumdarii
Hippocratea majumdarii là một loài thực vật có hoa trong họ Dây gối. Loài này được Chakrab. & M.Gangop. mô tả khoa học đầu tiên năm 1990.